# Shane Flanagan
Pour les articles homonymes, voir Flanagan.

a Compétitions nationales et continentales officielles uniquement.

Shane Flanagan, né le 2 décembre 1965 à Sydney, est un ancien joueur de rugby à XIII australien évoluant au poste de talonneur dans les années 1980 et 1990 à St. George, Western Suburbs et Parramatta dans le Championnat de Nouvelle-Galles du Sud. Il entame ensuite une reconversion dans le poste d'entraîneur en prenant en main Cronulla. Il remporte avec cette franchise la National Rugby League en 2016.
En 2022, il est pressenti pour entrainer les Bulldogs de Canterbury. Au même moment, on annonce sa désignation en tant que sélectionneur de l'équipe de Macédoine du Nord.

## Palmarès

### En tant qu'entraîneur

#### Détails en club
| Année | Année | Club                         | Compétition | Saison régulière | Saison régulière | Saison régulière | Saison régulière | Saison régulière | Phase finale | Phase finale | Phase finale | Phase finale | Phase finale |
| Année | Année | Club                         | Compétition | Class.           | MJ               | V.               | N.               | D.               | Perf.        | MJ           | V.           | N.           | D.           |
| Adjoint de Ricky Stuart aux Cronulla-Sutherland Sharks, il remplace celui-ci lors de sept rencontres en 2010 après son limogeage |       |                              |             |                  |                  |                  |                  |                  |              |              |              |              |              |
| 2010 | 2010  | Cronulla-Sutherland Sharks   | NRL         | 14e              | 7                | 2                | 0                | 5                | Non qualifié | -            | -            | -            | -            |
| 2011 | 2011  | Cronulla-Sutherland Sharks   | NRL         | 13e              | 24               | 7                | 0                | 17               | Non qualifié | -            | -            | -            | -            |
| 2012 | 2012  | Cronulla-Sutherland Sharks   | NRL         | 7e               | 24               | 12               | 1                | 11               | 1er tour     | 1            | 0            | 0            | 1            |
| 2013 | 2013  | Cronulla-Sutherland Sharks   | NRL         | 5e               | 24               | 14               | 0                | 10               | 2e tour      | 2            | 1            | 0            | 1            |
| En 2014, suspendu, Shane Flanagan n'occupe pas de poste d'entraîneur en chef                                                     |       |                              |             |                  |                  |                  |                  |                  |              |              |              |              |              |
| 2015 | 2015  | Cronulla-Sutherland Sharks   | NRL         | 6e               | 24               | 10               | 0                | 14               | 2e tour      | 2            | 1            | 0            | 1            |
| 2016 | 2016  | Cronulla-Sutherland Sharks   | NRL         | 3e               | 24               | 17               | 1                | 6                | Champion     | 3            | 3            | 0            | 0            |
| 2017 | 2017  | Cronulla-Sutherland Sharks   | NRL         | 5e               | 24               | 11               | 0                | 13               | 1er tour     | 1            | 0            | 0            | 1            |
| 2018 | 2018  | Cronulla-Sutherland Sharks   | NRL         | 4e               | 24               | 10               | 0                | 14               | Finale prél. | 3            | 1            | 0            | 2            |
| De 2019 à 2023, Shane Flanagan n'occupe pas de poste d'entraîneur en chef                                                        |       |                              |             |                  |                  |                  |                  |                  |              |              |              |              |              |
| 2024 | 2024  | St. George Illawarra Dragons | NRL         | 11e              | 24               | 11               | 0                | 13               | Non qualifié | -            | -            | -            | -            |
| 2025 | 2025  | St. George Illawarra Dragons | NRL         | -                | -                | -                | -                |                  | -            | -            | -            | -            | -            |